# Sakijat Nadżm
Sakijat Nadżm (arab. ساقية نجم) – miejscowość w Syrii, w muhafazie Hama. W 2004 roku liczyła 1932 mieszkańców.